# 新场布依族苗族乡
新场布依族苗族乡是中华人民共和国贵州省安顺市西秀区下辖的一个民族乡。

## 行政区划
新场布依族苗族乡下辖以下村级行政区划单位：
场坝村、长树村、六角村、干坝村、三合村、花嘎村、关口村、凤山村、桥头村、窝枝村、高杨村、勇克村、右江村、妈聋村、石泉村和花石村。